# 拉图尔迪潘
拉图尔迪潘（法語：La Tour-du-Pin，法語發音：[la tuʁ dy pɛ̃] ⓘ），法国东南部城市，奥弗涅-罗讷-阿尔卑斯大区伊泽尔省的一个市镇，同时也是该省的一个副省会，下辖拉图尔迪潘区，其市镇面积为4.77平方公里，2022年1月1日时人口数量为8,123人，是该省人口最少的副省会，在法国城市中排名第1,286位。
拉图尔迪潘位于伊泽尔省北部，布尔布尔河畔，是一个区域性的中心城市，里昂－马赛铁路和A43高速公路由此通过。

## 地名来源
根据法国地理学家埃内斯特·内格尔的论述，“拉图尔”一名来源于拉丁语单词“turris”，意为“塔楼”；“潘”一名来源于凯尔特语单词“penno”，本意为“高处”，衍生含义为“松树”。
拉图尔迪潘家族之名来源于此地。

## 历史

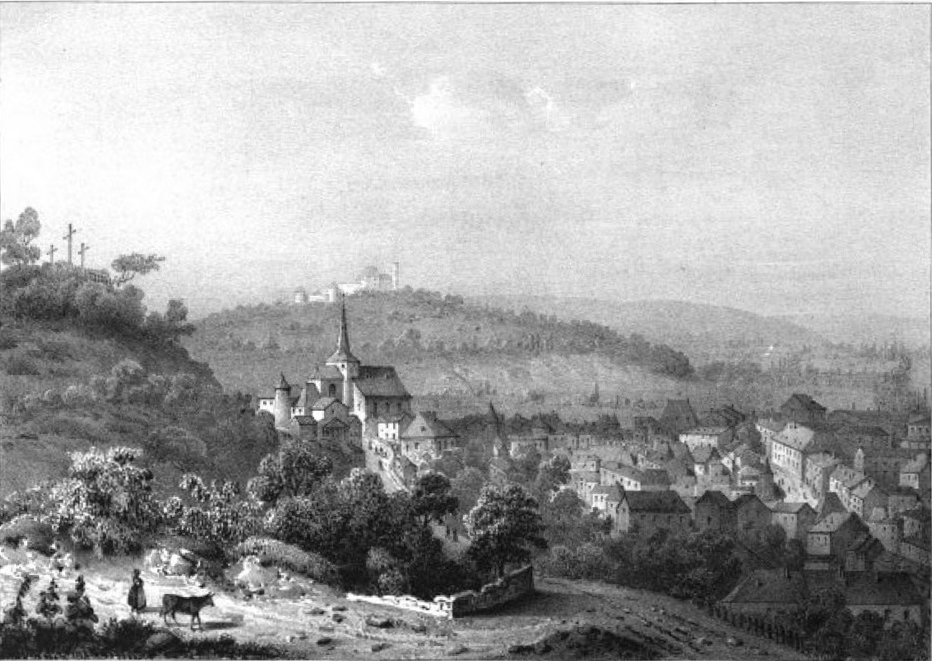
19世纪初的拉图尔迪潘

拉图尔迪潘的早期历史尚缺乏记载。根据伊泽尔省历史学家让-约瑟夫-安托万·皮洛·德托雷（Jean-Joseph-Antoine Pilot de Thorey）的论述，拉图尔迪潘建于中世纪初期，彼时，勃艮第国王鲁道夫三世逝世，拉图尔迪潘所处的罗讷河中上游平原地区被多个封建领主瓜分。1172年，拉图尔迪潘首次在文献中被提及。1349年，拉图尔迪潘成为多菲内行省的一部分，当地领主在此修建了一处城堡，其主塔楼高48米，是彼时法国最高的非宗教建筑之一，后被那不勒斯军团于1591年攻破并烧毁。法国大革命结束后，拉图尔迪潘成为伊泽尔省的一个市镇及该省的地区行署，自1800年起成为副省会。工业革命期间，随着经过此地的里昂－马赛铁路的建成通车，拉图尔迪潘出现了多个工业部门，其中缆绳生产成为当地的经济支柱，其城市人口数量亦有所增加。

## 地理

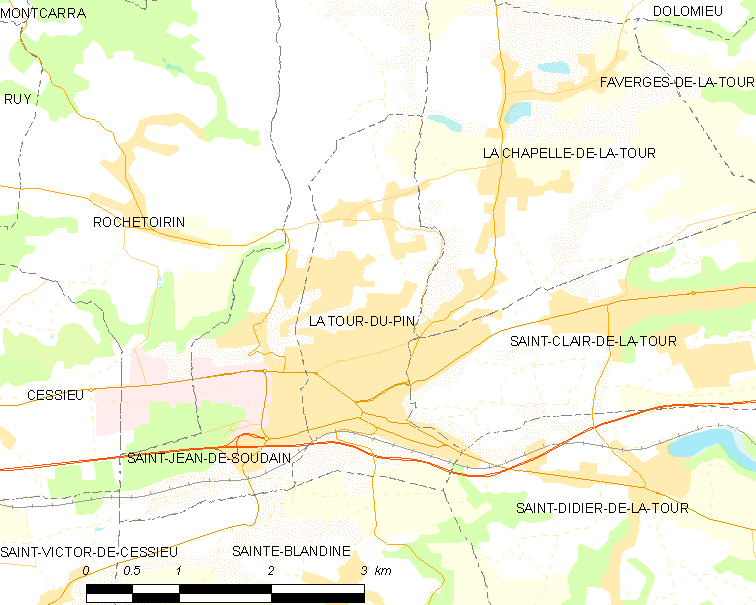
拉图尔迪潘市镇范围地图

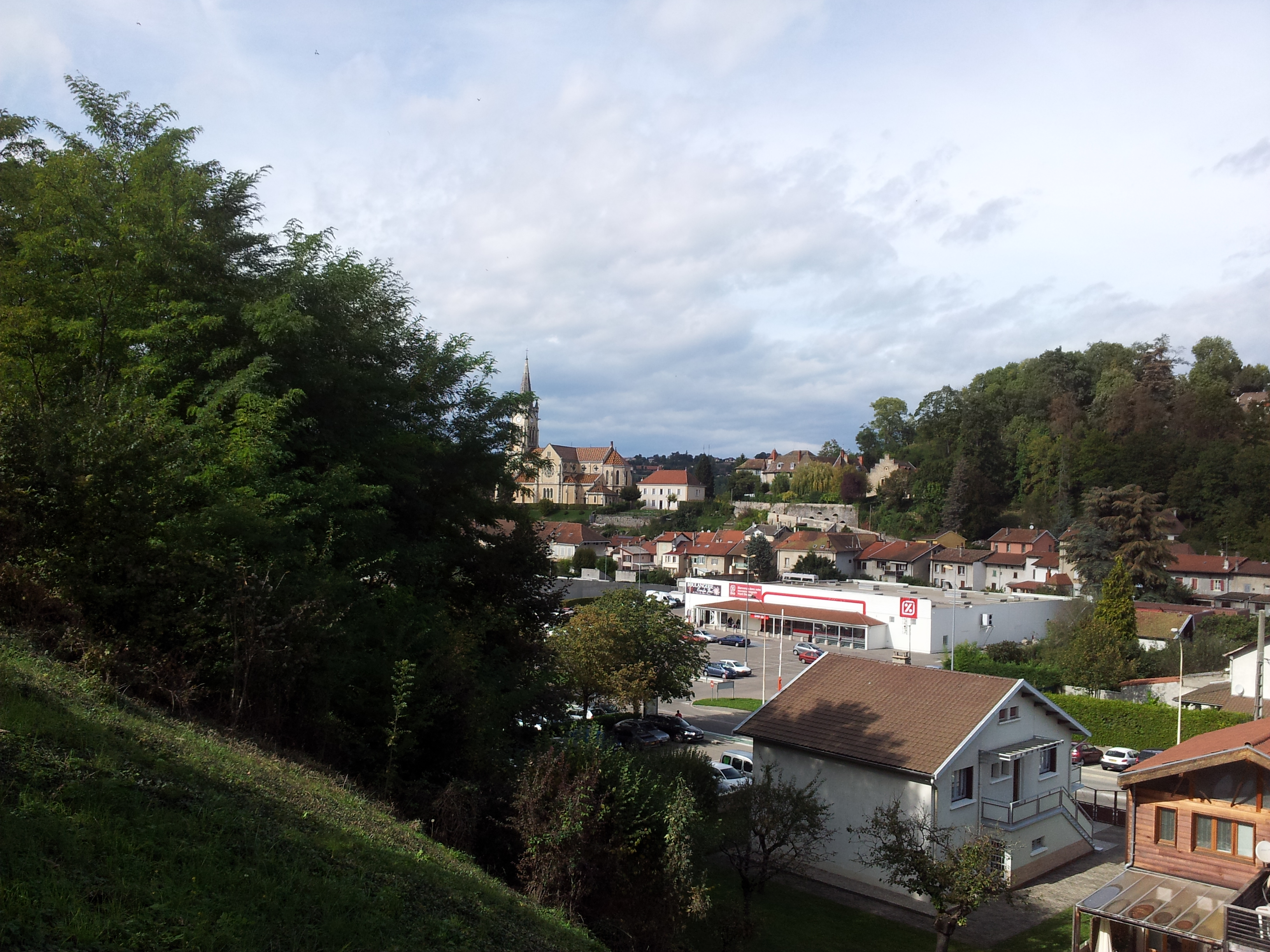
拉图尔迪潘附近的一处坡地

拉图尔迪潘位于法国东南部，奥弗涅-罗讷-阿尔卑斯大区东部和伊泽尔省北部，距离省会格勒诺布尔大约65公里。与拉图尔迪潘接壤的市镇包括：拉沙佩勒德拉图尔、圣布朗迪娜、圣克莱尔德拉图尔、圣迪迪耶德拉图尔、圣让德苏丹。

### 地形
拉图尔迪潘位于北伊泽尔地区腹地，境内以丘陵和浅丘为主，市镇中心地势较为平坦，南北两侧为丘陵，全境海拔在309到461米之间。

### 水文
布尔布尔河自东向西流经拉图尔迪潘镇中心，此外还有多条支流从南北两侧汇入，属于罗讷河流域。

### 植被
拉图尔迪潘属于温带阔叶混交林区，林地主要分布于坡地地区。
在鲜花城市的评比中，拉图尔迪潘被评为1星级鲜花城市。

### 气候
拉图尔迪潘在柯本气候分类法中属于弱化的温带海洋性气候，因海拔相对较高，加之距离大西洋海岸线较远，故当地的气候又有一定的山地特征。
距离布尔关雅略最近的气象站位于塞雪境内，以下为该气象站的数据（其中日照数据取自布龙）：
| 塞雪1981年－2019年  | 塞雪1981年－2019年 | 塞雪1981年－2019年 | 塞雪1981年－2019年 | 塞雪1981年－2019年 | 塞雪1981年－2019年 | 塞雪1981年－2019年 | 塞雪1981年－2019年 | 塞雪1981年－2019年 | 塞雪1981年－2019年 | 塞雪1981年－2019年 | 塞雪1981年－2019年 | 塞雪1981年－2019年 | 塞雪1981年－2019年 |
| 月份                | 1月                | 2月                | 3月                | 4月                | 5月                | 6月                | 7月                | 8月                | 9月                | 10月               | 11月               | 12月               | 全年               |
| ------------------- | ------------------ | ------------------ | ------------------ | ------------------ | ------------------ | ------------------ | ------------------ | ------------------ | ------------------ | ------------------ | ------------------ | ------------------ | ------------------ |
| 历史最高温 °C（°F） | 17 (63)            | 19.5 (67.1)        | 26 (79)            | 29 (84)            | 33 (91)            | 38.5 (101.3)       | 38 (100)           | 40.2 (104.4)       | 32 (90)            | 27 (81)            | 23 (73)            | 18 (64)            | 40.2 (104.4)       |
| 平均高温 °C（°F）   | 6.4 (43.5)         | 9 (48)             | 13.6 (56.5)        | 17.3 (63.1)        | 21.8 (71.2)        | 25.7 (78.3)        | 27.5 (81.5)        | 27 (81)            | 22.2 (72.0)        | 17.4 (63.3)        | 10.6 (51.1)        | 6.5 (43.7)         | 17.1 (62.8)        |
| 日均气温 °C（°F）   | 2.5 (36.5)         | 4.1 (39.4)         | 7.5 (45.5)         | 10.7 (51.3)        | 15.3 (59.5)        | 18.8 (65.8)        | 20.4 (68.7)        | 20 (68)            | 15.9 (60.6)        | 12.1 (53.8)        | 6.4 (43.5)         | 2.9 (37.2)         | 11.4 (52.5)        |
| 平均低温 °C（°F）   | −1.4 (29.5)        | −0.9 (30.4)        | 1.4 (34.5)         | 4.1 (39.4)         | 8.8 (47.8)         | 11.9 (53.4)        | 13.2 (55.8)        | 13 (55)            | 9.5 (49.1)         | 6.9 (44.4)         | 2.2 (36.0)         | −0.7 (30.7)        | 5.7 (42.3)         |
| 历史最低温 °C（°F） | −13.5 (7.7)        | −18 (0)            | −15 (5)            | −6 (21)            | 0 (32)             | 2 (36)             | 5 (41)             | 3 (37)             | 0 (32)             | −7 (19)            | −10.5 (13.1)       | −16 (3)            | −18 (0)            |
| 平均降水量 mm（）   | 72.3 (2.85)        | 61.6 (2.43)        | 72.6 (2.86)        | 89 (3.5)           | 95.8 (3.77)        | 72.7 (2.86)        | 68.8 (2.71)        | 87.7 (3.45)        | 94.4 (3.72)        | 104.7 (4.12)       | 120.7 (4.75)       | 72.2 (2.84)        | 1,012.5 (39.86)    |
| 月均日照時數        | 73.9               | 101.2              | 170.2              | 190.5              | 221.4              | 254.3              | 283                | 252.7              | 194.8              | 129.6              | 75.9               | 54.5               | 2,002              |
| 来源：infoclimat.fr |                    |                    |                    |                    |                    |                    |                    |                    |                    |                    |                    |                    |                    |

## 行政区划
拉图尔迪潘是法国奥弗涅-罗讷-阿尔卑斯大区伊泽尔省的一个市镇，编号为38509，它也是伊泽尔省的一个副省会。拉图尔迪潘下辖拉图尔迪潘区，隶属于伊泽尔省第十选区，管理拉图尔迪潘县，同时也是多菲内河谷市镇公共社区的办公驻地。
法国国家统计与经济研究所（简称）在进行数据统计时，将拉图尔迪潘及相邻的另外6个市镇设为拉图尔迪潘城市核心区（2020年起调整为共15个），并将包括核心区在内的周边共499个市镇划为里昂城市区。自2020年起，里昂城市区被拆分，拉图尔迪潘被划入包含4个市镇的拉图尔迪潘城市辐射区内。此外，还将拉图尔迪潘市镇分为了3个“块区”（IRIS），以便于统计人口分布情况。

## 交通

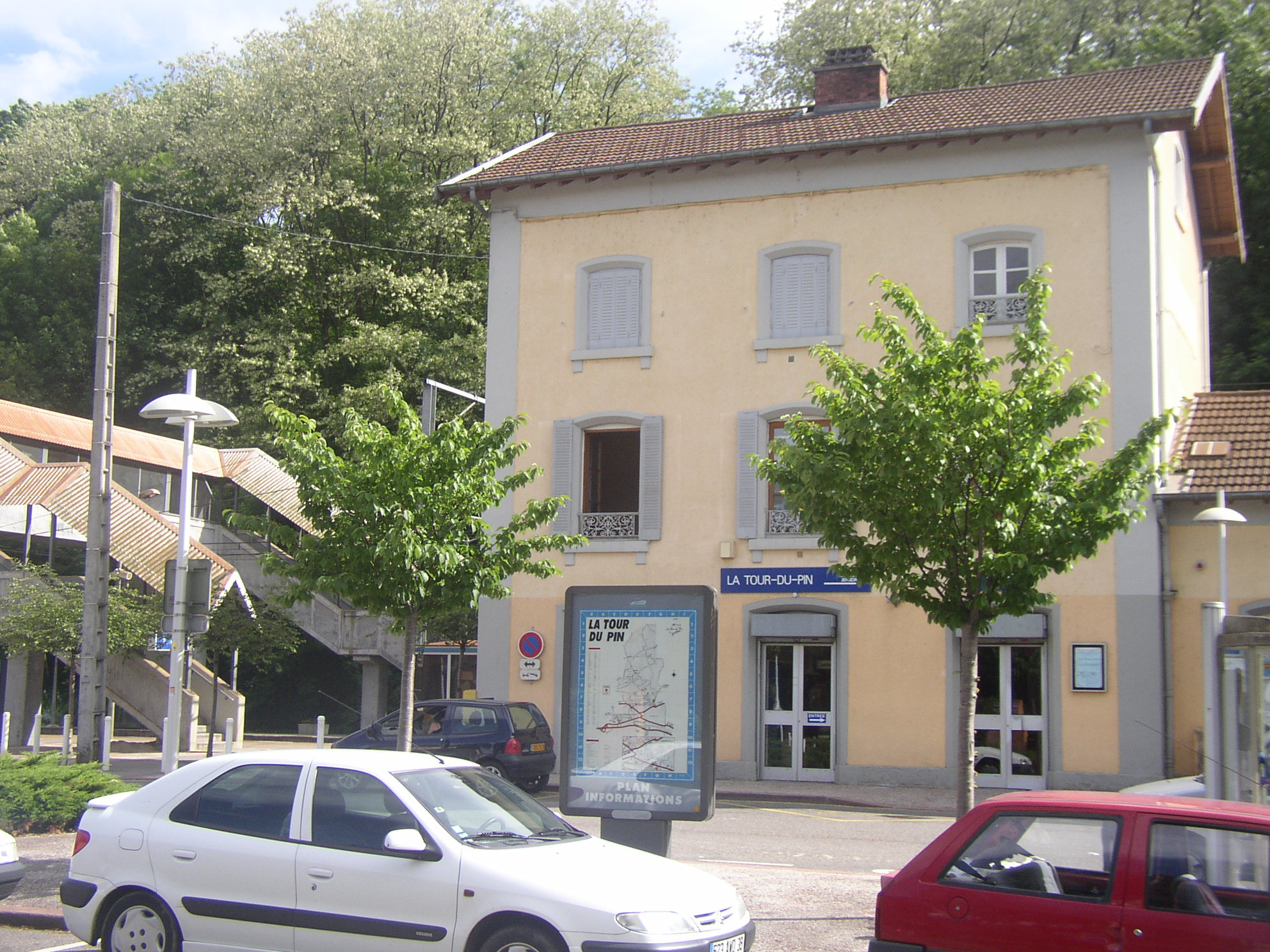
拉图尔迪潘火车站

### 公路
A43高速公路经过拉图尔迪潘市区南部，设有9号和9.1号两个出入口连接市区（其中9.1号为单向出入口，仅可连通里昂方向）；此外多条伊泽尔省省道在拉图尔迪潘境内交汇。奥弗涅-罗讷-阿尔卑斯大区下属的城际客运提供巴士线路，可前往莱萨沃尼耶尔-韦兰-蒂埃兰、莫雷斯泰勒、勒蓬德博瓦桑等地。
2018年，68.4%的拉图尔迪潘家庭拥有至少一辆私人汽车。2019年，拉图尔迪潘境内共发生各类交通事故3起，造成3人受伤。

### 铁路
拉图尔迪潘位于里昂－马赛铁路上。拉图尔迪潘站位于市区南部，停靠往返于里昂和格勒诺布尔一线的区域列车，亦有部分车次前往尚贝里。

### 航空
距离拉图尔迪潘最近的民用航空站为里昂圣埃克絮佩里机场，距离拉图尔迪潘市中心的公路里程约43公里。

### 城市公共交通
拉图尔迪潘市政府提供当地的校车及集市巴士服务。

## 政治

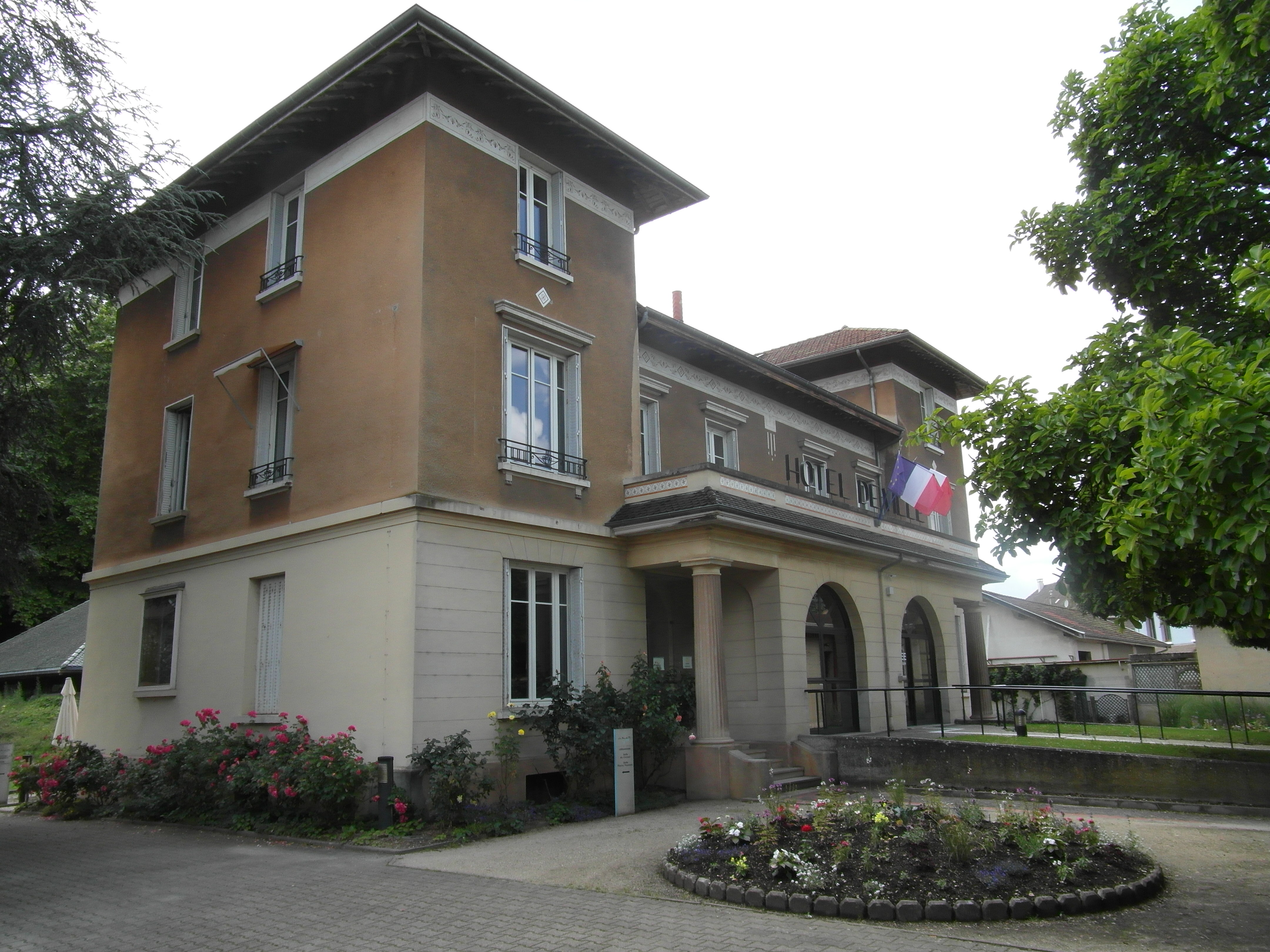
拉图尔迪潘市政厅

拉图尔迪潘的现任市长为法比安·拉容先生（Fabien Rajon），他是一名右翼无党派人士，在2020年的市政选举中获得了100%的支持率（无其他候选人）。
在2017年的法国总统大选中，法国第25任总统埃马纽埃尔·马克龙在拉图尔迪潘获得了60.8%的支持率。
| 拉图尔迪潘历届市长 |                             |                   |
| 任期               | 市长                        | 党派              |
| 1945年－1946年     | Marius Bougey 马里尤斯·布热 | 不详              |
| 1946年－1947年     | Georges Oris 乔治·奥里斯    | 不详              |
| 1947年－1953年     | Claude Dupuis 克洛德·迪皮   | 不详              |
| 1953年－1959年     | Louis Uzel 路易·于泽尔      | 不详              |
| 1959年－1965年     | Georges Merian 乔治·梅里扬  | 不详              |
| 1965年－1977年     | Raymond Jacquet 雷蒙·雅凯   | DVD右翼无党派人士 |
| 1977年－1984年     | René Mollard 勒内·莫拉尔    | 無黨籍            |
| 1984年－1995年     | Jean Bourdier 让·布尔迪埃   | PS社会党          |
| 1995年－2008年     | Maurice Durand 莫里斯·迪朗  | DVD右翼无党派人士 |
| 2008年－2014年     | Alain Richit 阿兰·里希特    | PS社会党          |
| 2014年－           | Fabien Rajon 法比安·拉容    | DVD右翼无党派人士 |

## 人口
2018年，拉图尔迪潘市镇人口数量为8,137，在法国排名第1,286位。其中男性3,822人，女性4,315人，75岁及以上人口占8.7%，外籍人口数量为1,750人，人口密度为1,706人/平方公里，当地居民被称为（男性）或（女性）。2019年，拉图尔迪潘境内出生105人，死亡人口97人。
| 年份   | 1936  | 1946  | 1954  | 1962  | 1968  | 1975  | 1982  | 1990  | 1999  | 2006  | 2007  | 2008  | 2013  | 2018  |
| ------ | ----- | ----- | ----- | ----- | ----- | ----- | ----- | ----- | ----- | ----- | ----- | ----- | ----- | ----- |
| 人口數 | 4,151 | 4,117 | 4,459 | 4,694 | 5,649 | 6,641 | 6,913 | 6,770 | 6,553 | 7,431 | 7,541 | 7,652 | 7,922 | 8,137 |

## 经济

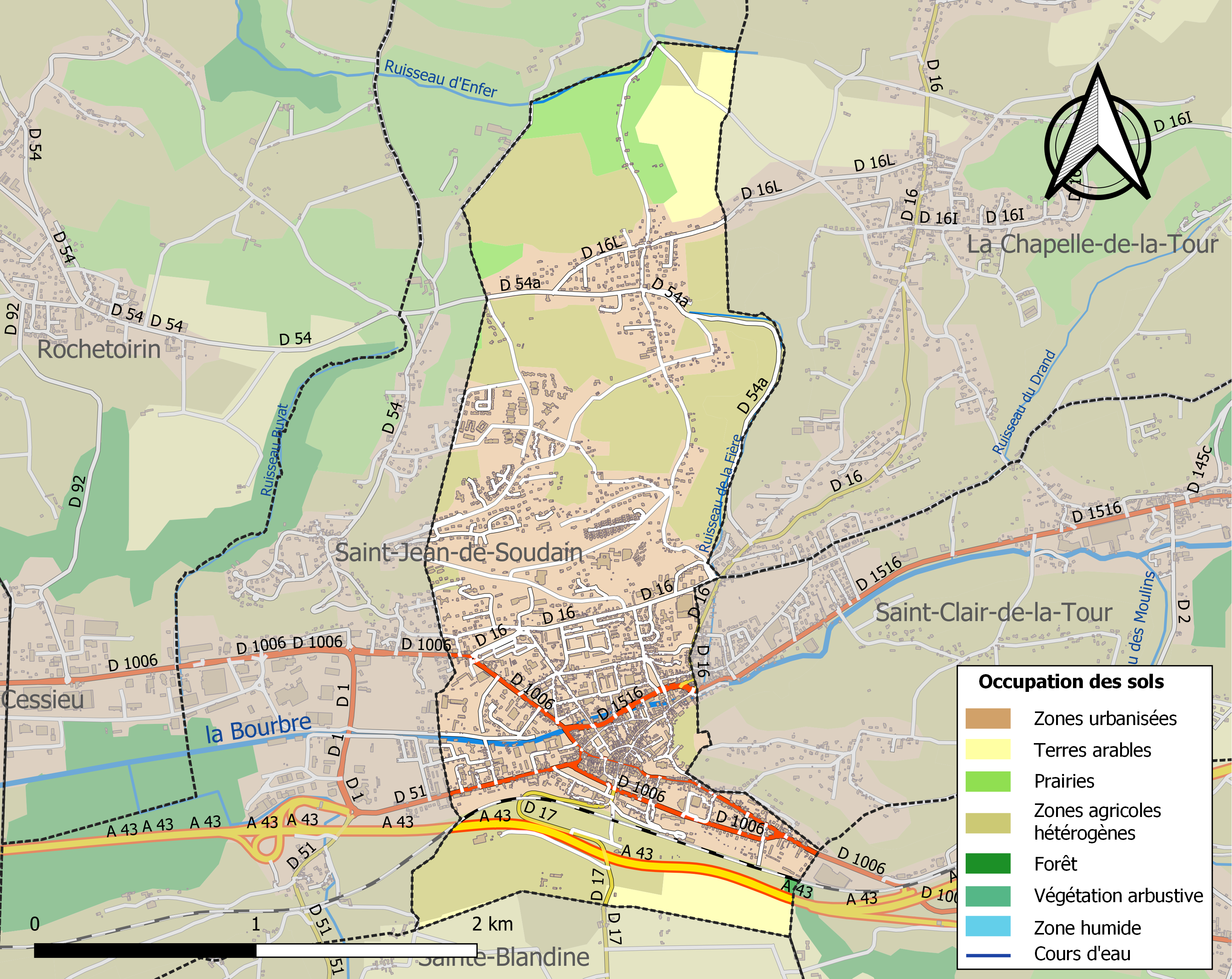
拉图尔迪潘土地利用情况地图

拉图尔迪潘是一个区域性的中心城市。截止2021年11月，当地共有各类用人单位（包含自雇）1,258家，平均历史为15年，其中99.46%为中小型企业（PME）。（房屋租赁）、（建筑工程）及（零售）是当地2020年营业额最高的三个企业，分别为5,771,171欧元、4,344,088欧元和2,525,148欧元。

## 财政与居民收入
2019年，拉图尔迪潘的财政收入总额为8,581,290欧元，财政支出总额为7,778,050欧元，当年的债务总额为5,719,240欧元。2021年，拉图尔迪潘共获得2,304,197欧元的国家财政补助，比上一年增加了4.84%。
2019年，拉图尔迪潘的人均月收入总额为2,116欧元，其中高级职员为3,702欧元，低于法国平均水平（4,230欧元）；中级职员为2,321欧元，低于法国平均水平（2,411欧元）；普通职员为1,723欧元，亦低于法国平均水平（1,740欧元）。
2018年，拉图尔迪潘境内的青壮年（15至64岁）失业率为18%，当地42.9%的家庭拥有纳税资格，平均纳税2,680欧元，低于法国平均水平（3,888欧元）。

## 社会事务

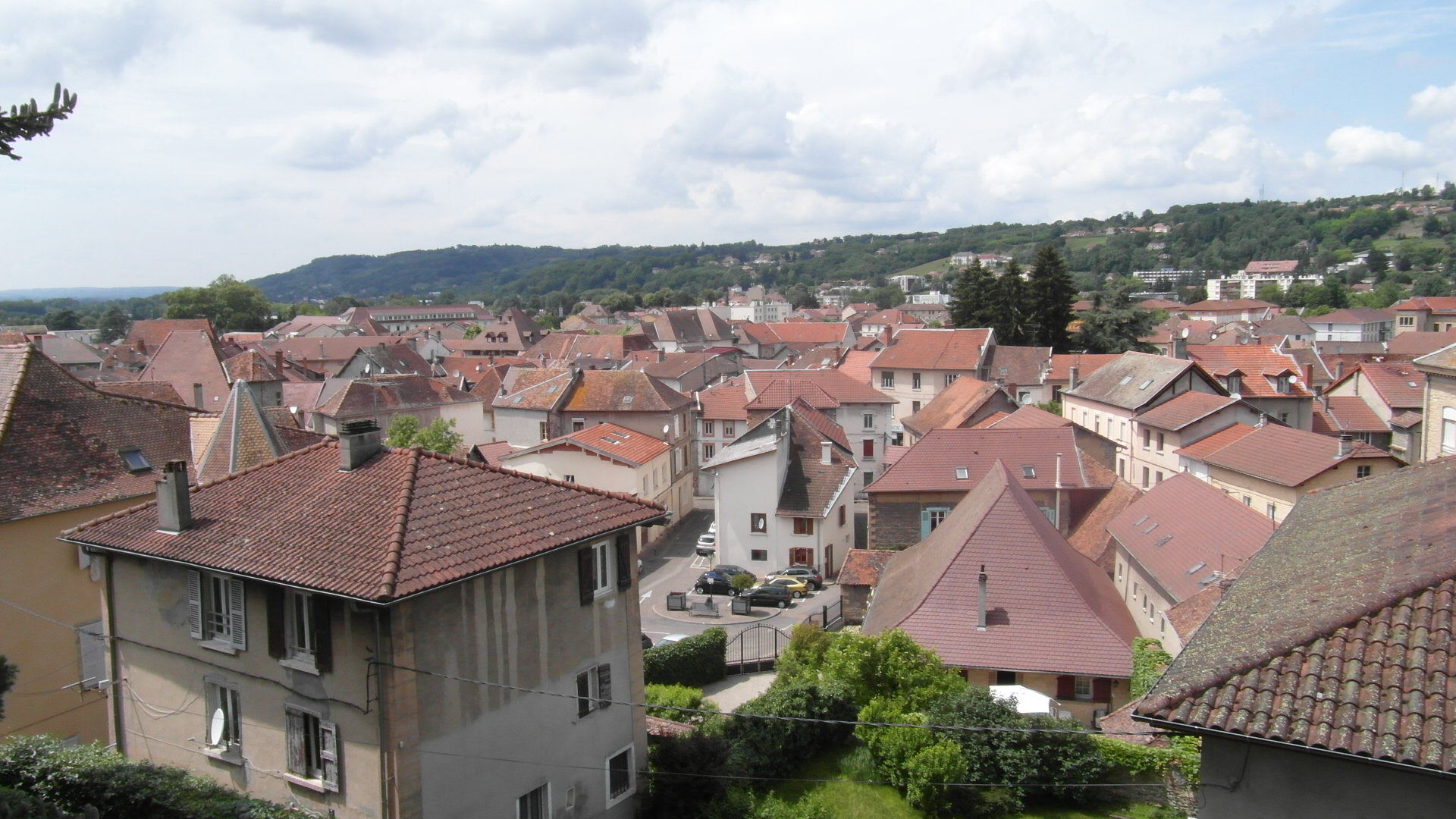
拉图尔迪潘市中心

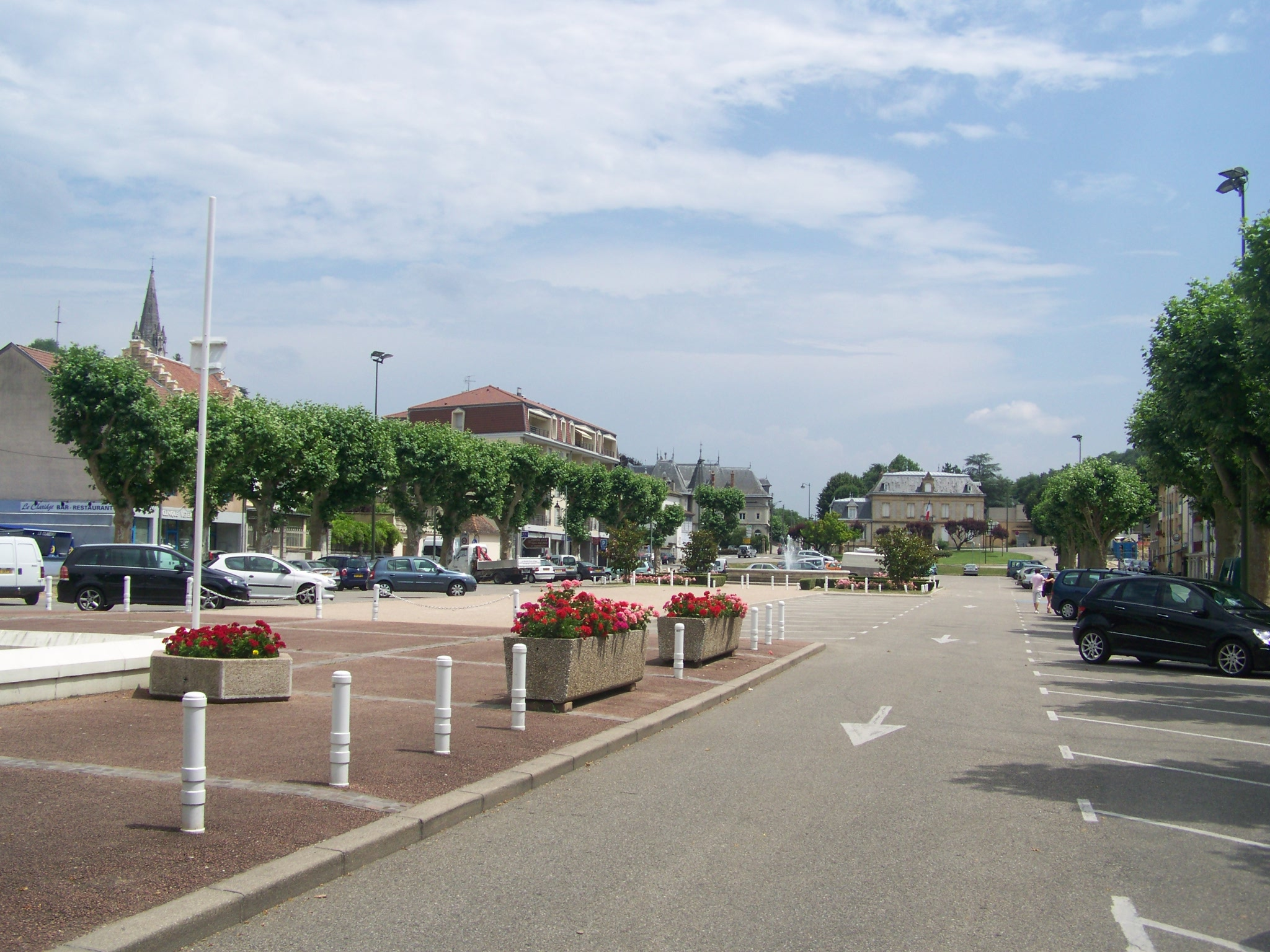
战神广场

### 教育
拉图尔迪潘属于格勒诺布尔学区。截止2020年1月1日，拉图尔迪潘境内共有4所小学、2所初级中学、1所普通高中和1所农业高中。2018至2019学年度，拉图尔迪潘境内共有在校中等教育阶段学生1,925名。

### 医疗
截止2020年1月1日，拉图尔迪潘境内共有全科医生9名、保健师11名、牙医12名、护士12名、耳科医生1名、皮肤科医生1名、助产士2名和妇科医生1名。境内共有药房3家、养老院3家、残疾人帮扶中心5家。
拉图尔迪潘是北部多菲内医疗集团（Groupement hospitalier nord-Dauphiné）的服务范围，后者是法国的一个区域性医疗机构，其在拉图尔迪潘市区设有“便民中心医院”（Centre Hospitalier de Proximité），设有床位168个，是当地规模最大的公立综合性医院。

### 住房
2018年，拉图尔迪潘境内共有各类住房4,302套，其中29.7%为独立式居民区，67.5%为集中式居民区。常住房屋占拉图尔迪潘市镇范围内居民建筑总量的87.4%。
在住房保障政策方面，2020年，拉图尔迪潘境内共有1,261户家庭获得了住房经济补助，受益人数占总人口数量的15.5%，其中1,213份为房租补助。

### 商业
2019年，拉图尔迪潘境内共有各类实体商铺277家，其中餐厅38家、大型超市4家、杂货店3家、面包房7家、肉铺7家、书店2家、银行门店11家、美容美发店20家、汽车维修店11家。市中心建有一家奥乐齐超市和家乐福便民商店，市区西侧的圣让德苏丹境内建有开放式商业街区。

### 体育
2020年，拉图尔迪潘境内共有1家游泳池、4间体育馆、1座综合体育场、5处网球场、2处足球或橄榄球场以及2处篮球或排球场。
截至2021年11月，拉图尔迪潘境内暂无任何注册足球俱乐部。

### 环境
拉图尔迪潘的环境事务由其所属的公共社区负责。2019年，拉图尔迪潘境内共有1家污染企业。

### 治安
2019年，拉图尔迪潘市镇范围内有1处宪兵队。
2020年，拉图尔迪潘宪兵总队辖区内共83个市镇累计发生各类案件4,131起，其中盗窃类案件2,162起，经济类案件523起，毒品交易类案件188起。

## 文化
2020年，拉图尔迪潘境内有1家电影院。拉图尔迪潘市政府提供多媒体中心，向公众全年开放。

### 建筑
拉图尔迪潘境内有多处历史建筑，其中图尔南城堡为法国国家文物保护单位。

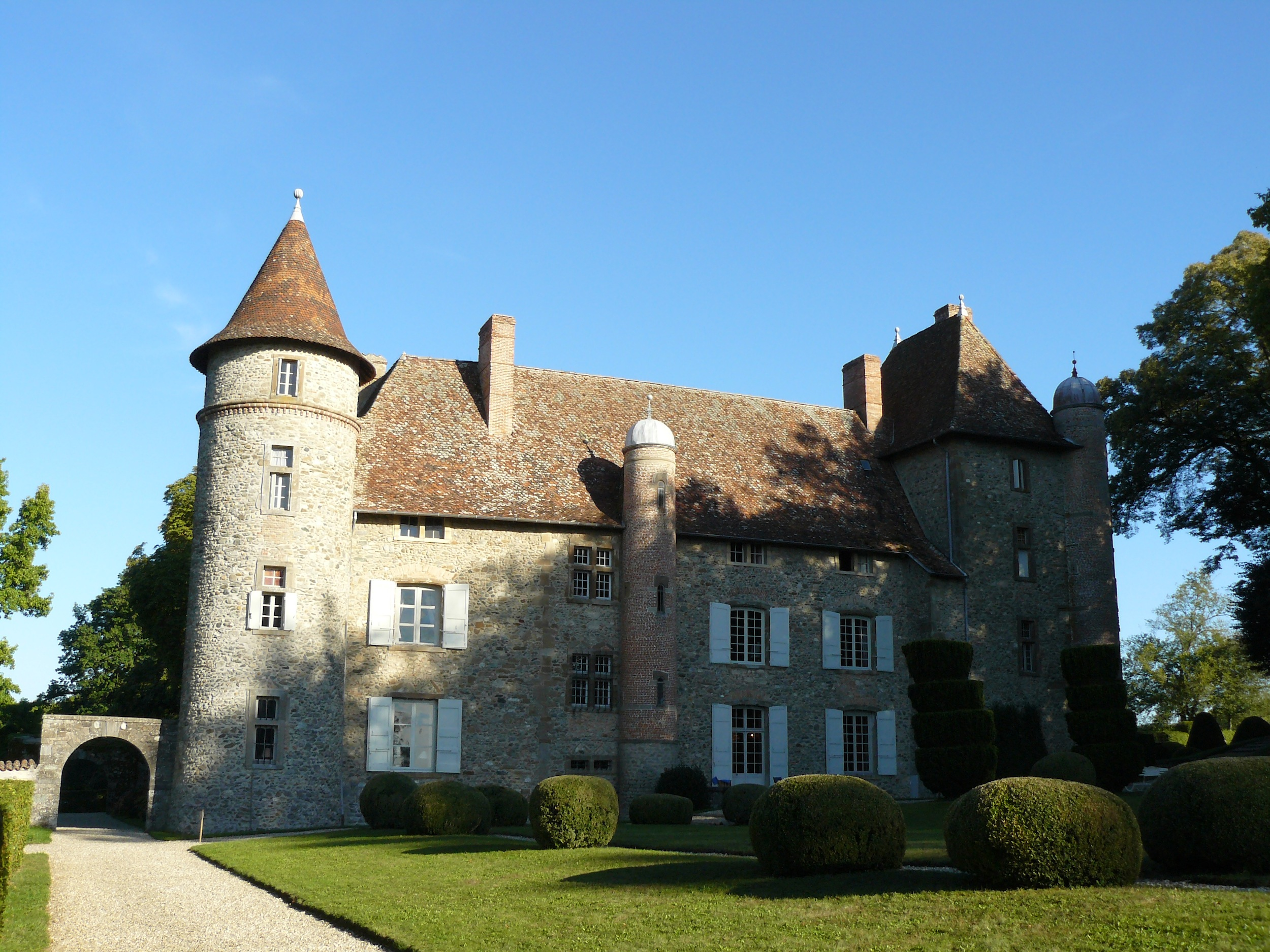
图尔南城堡（法语：Château de Tournin）
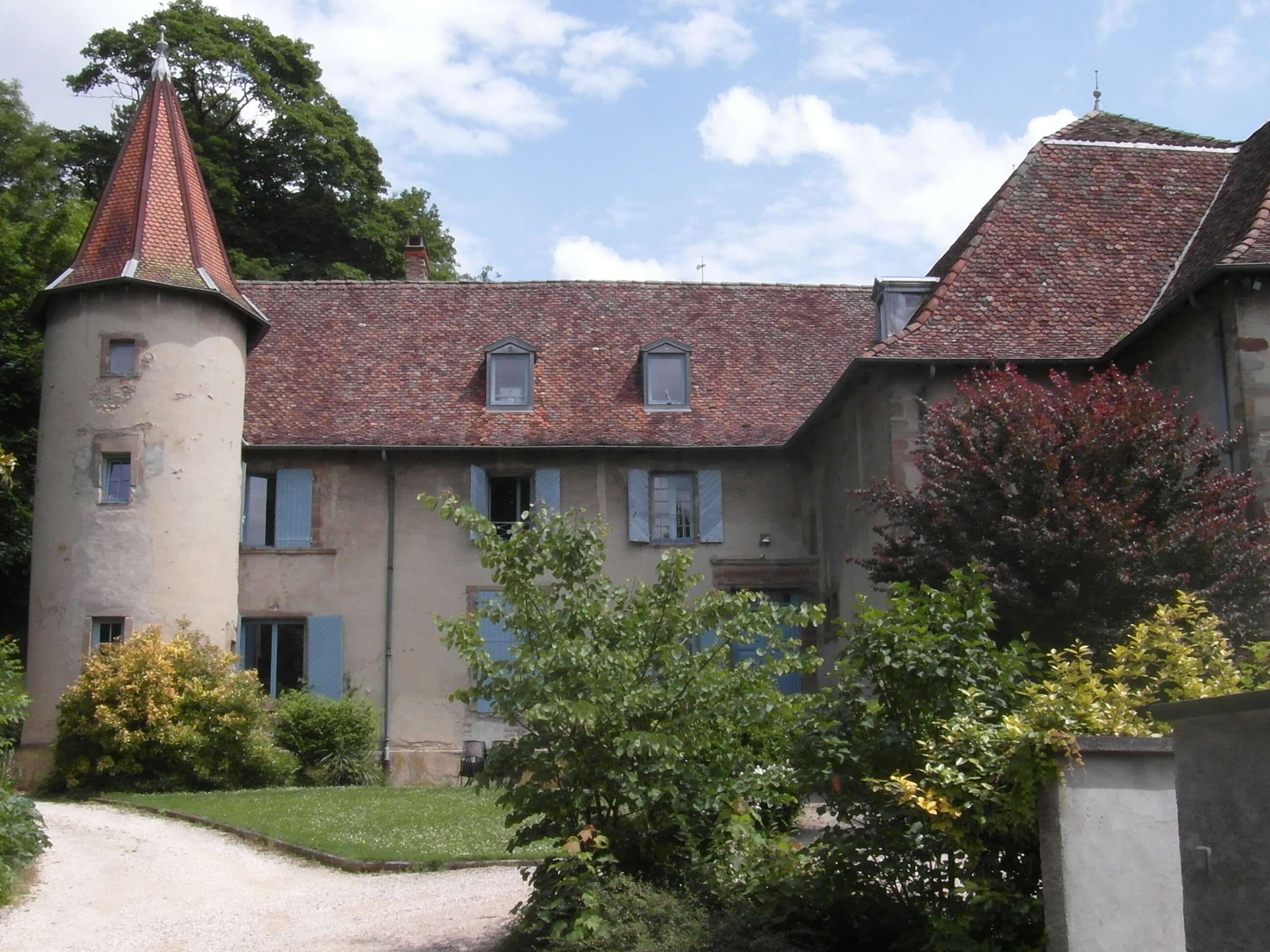
沙邦城堡
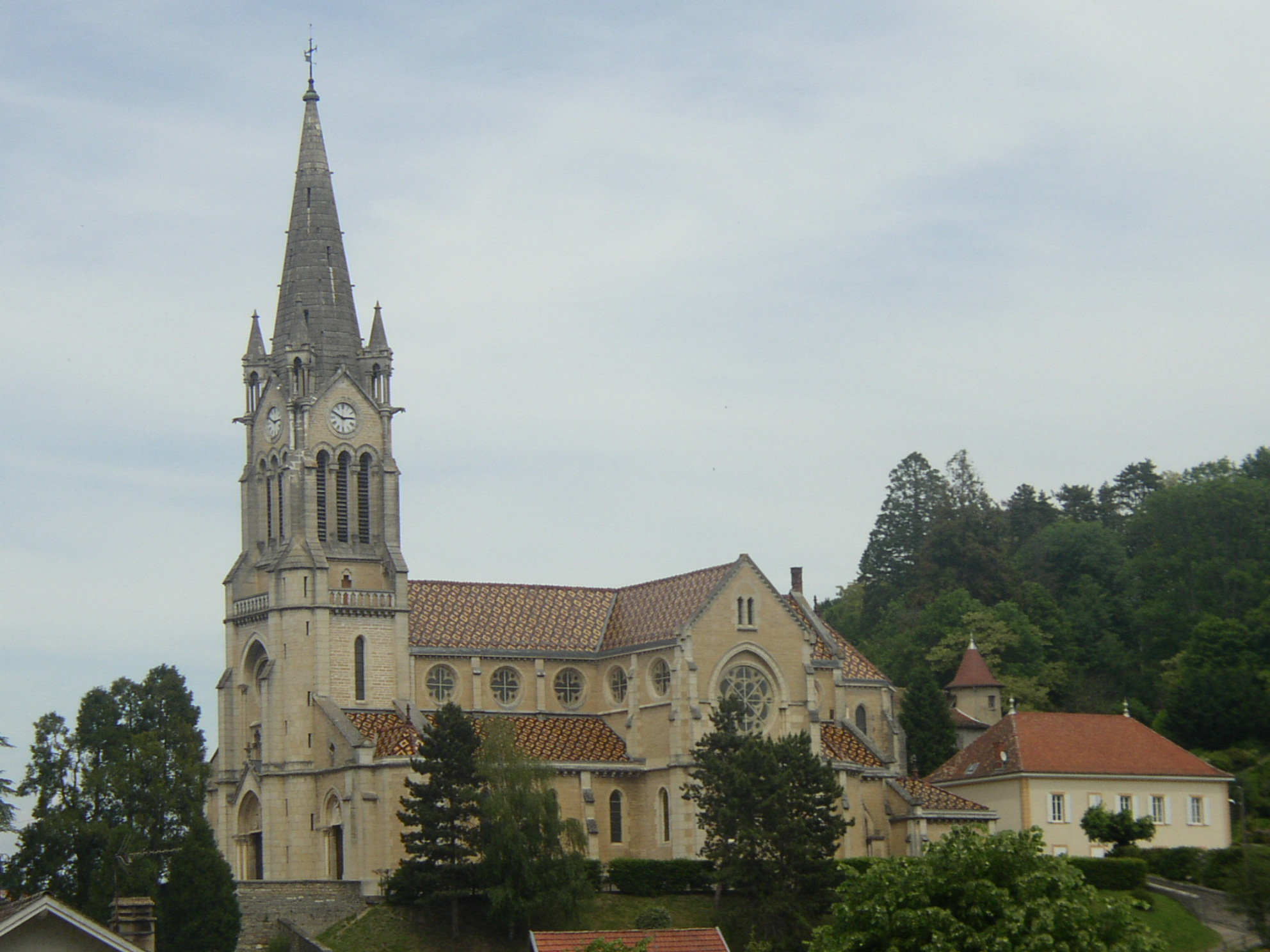
拉图尔迪潘教堂
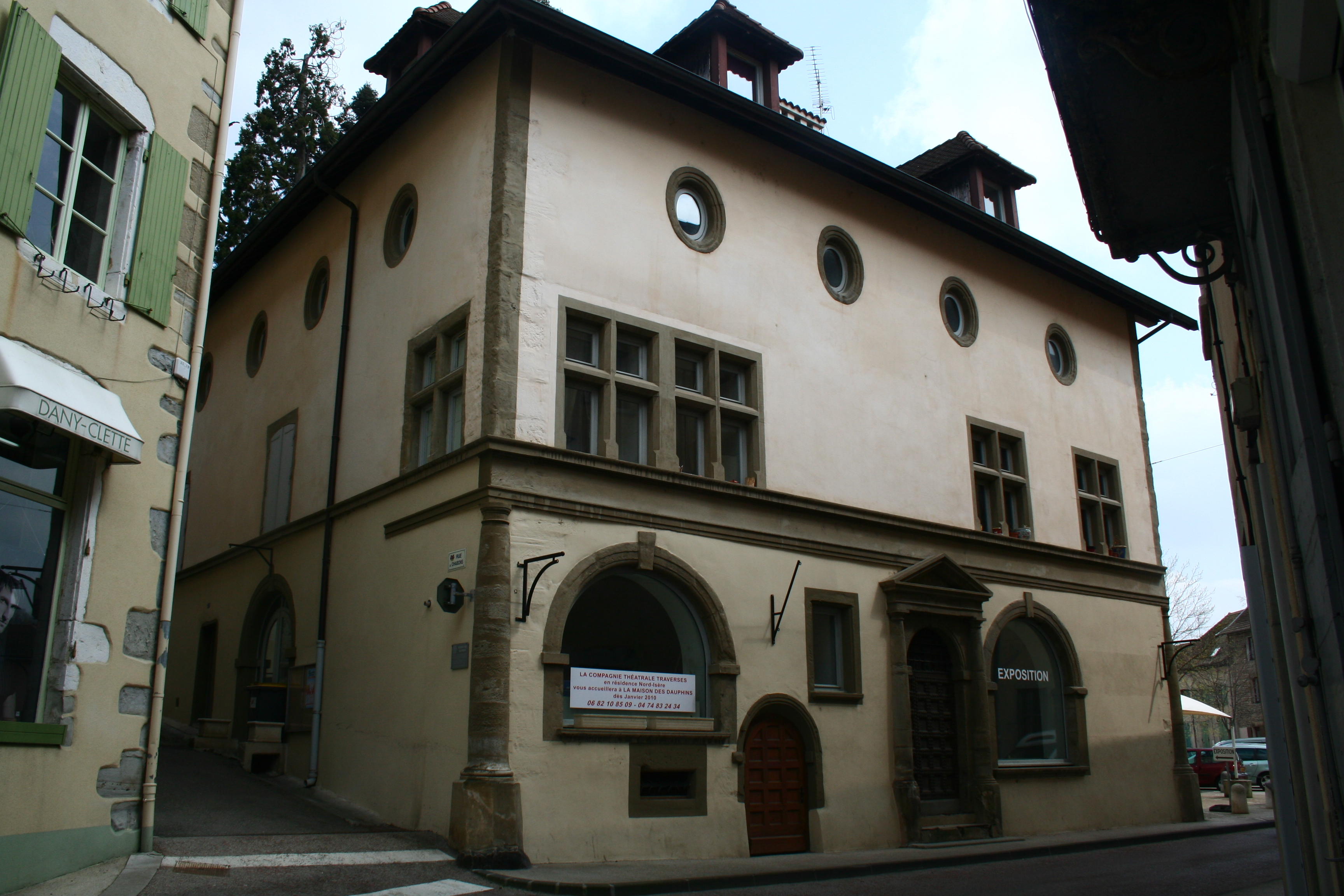
多菲内之家
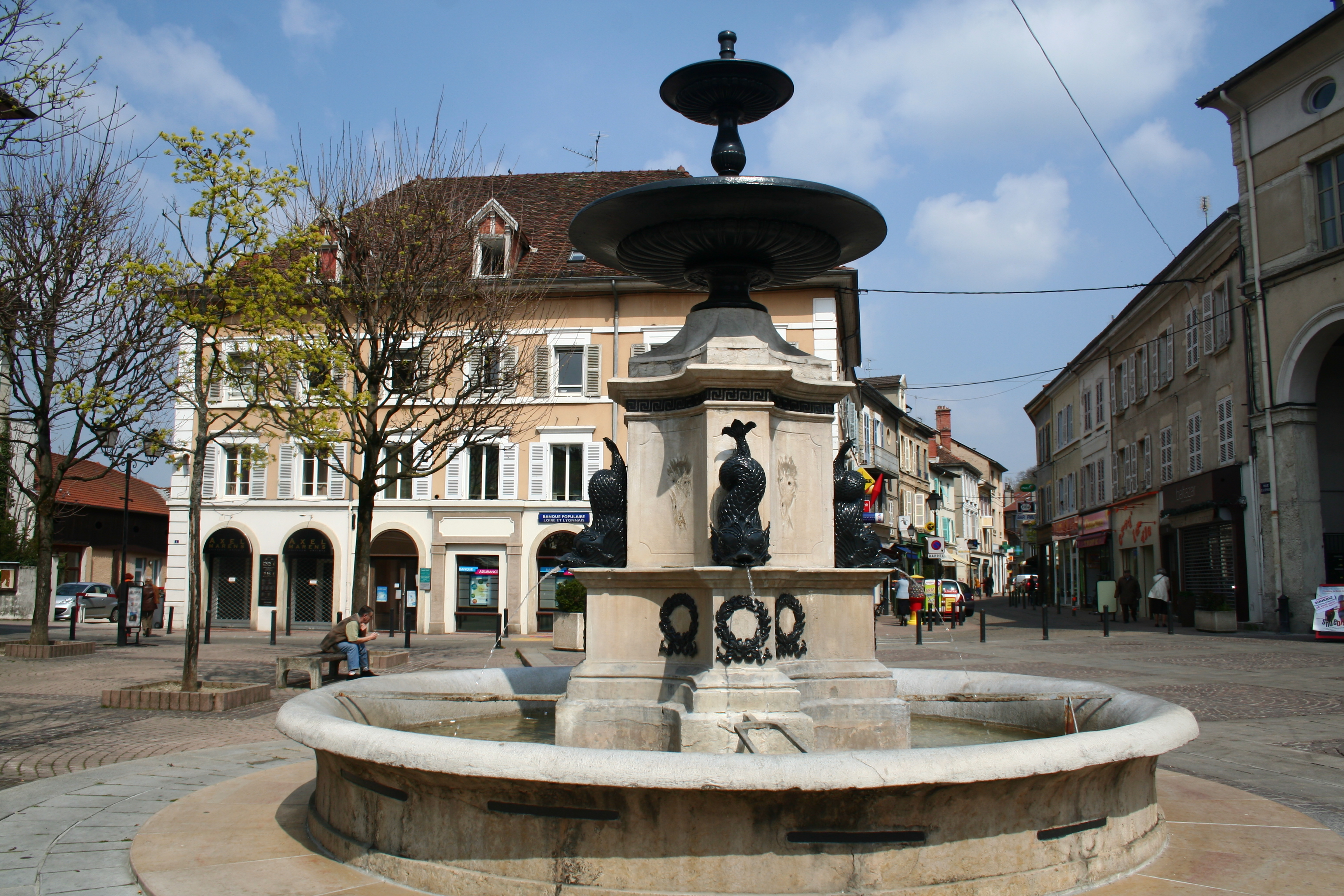
街心喷泉
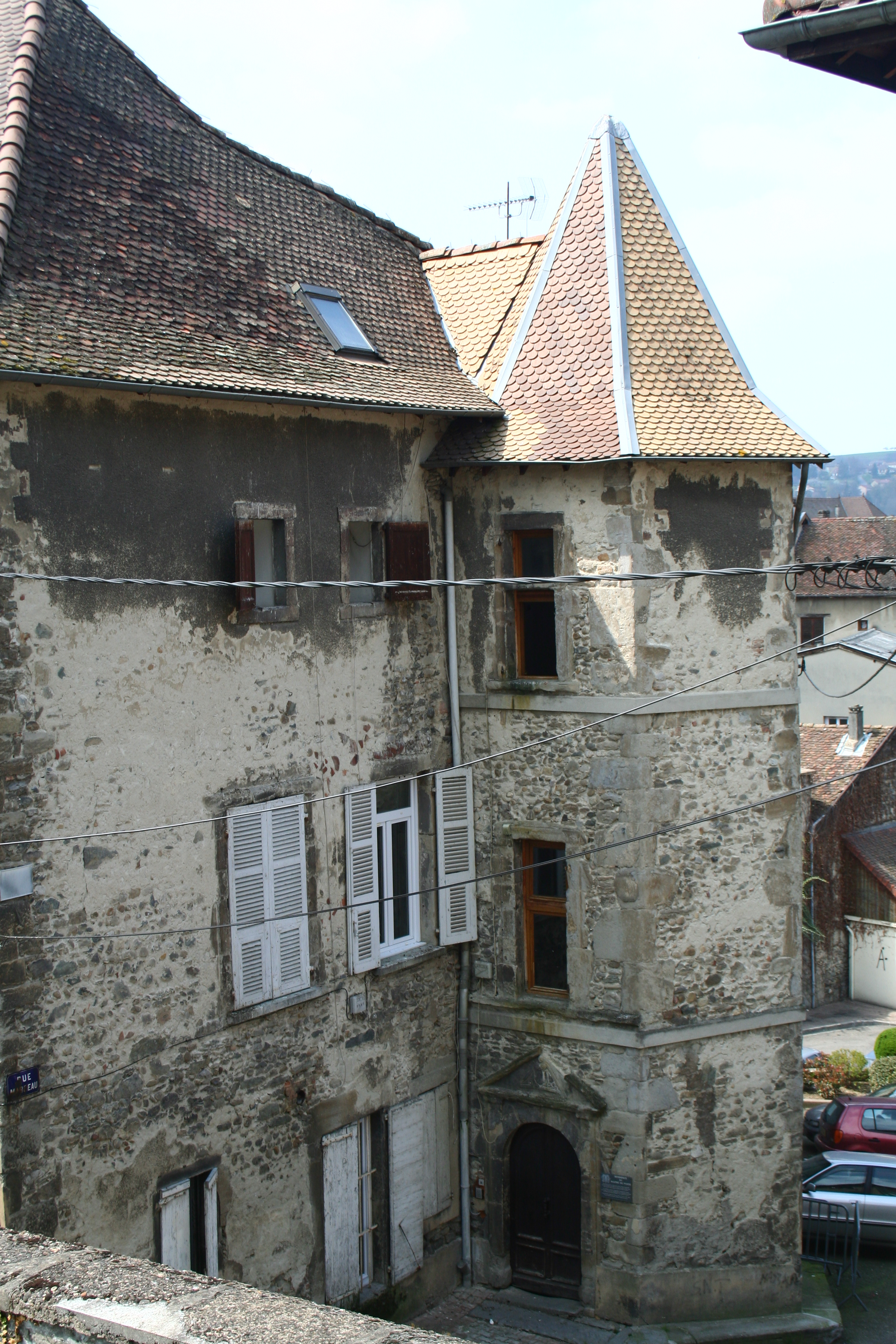
传统居民建筑
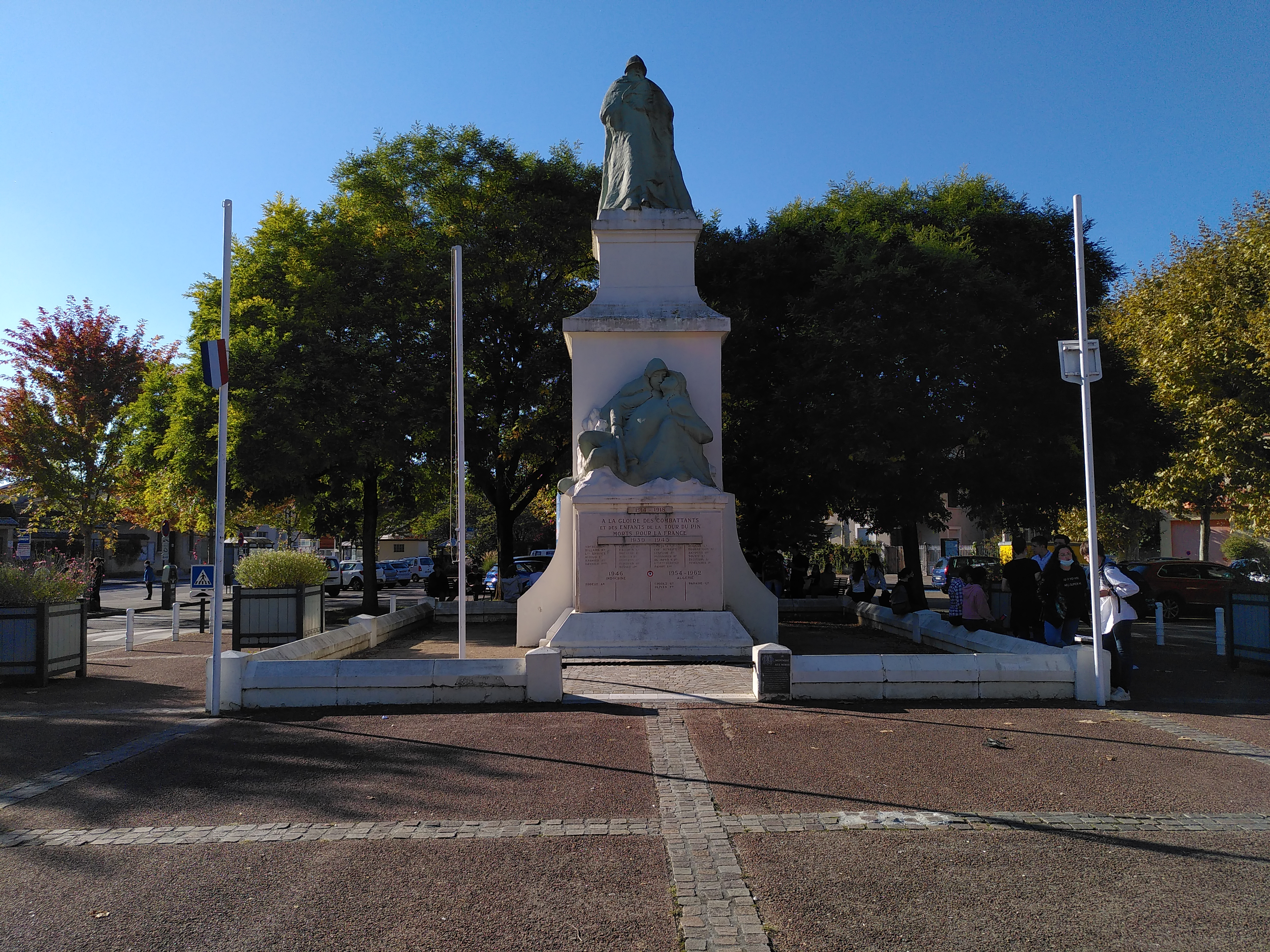
烈士纪念碑

### 旅游
拉图尔迪潘的旅游事务由其所属的公共社区负责。2021年，拉图尔迪潘境内共有1家酒店共计22间房间。

### 媒体
法国主要的媒体均可在拉图尔迪潘接收，法国电视三台下属的奥弗涅-罗讷-阿尔卑斯大区频道在部分时段播出拉图尔迪潘所属区域的地方新闻。当地主要的地方性媒体包括《多菲内解放报》、《莱索尔周刊》、蓝色法兰西伊泽尔广播等。

## 友好城市
截至2021年11月，拉图尔迪潘暂无建立任何友好城市关系。